# 復命書
復命書（ふくめいしょ）とは、職員が上司から会議への出席、調査など特定の事項を命ぜられて出張した場合に、その経過、内容及び結果について上司に報告するために作成する文書をいう。
文部科学省科学研究費補助金を利用して出張を行い、旅費を支出する際には出張報告書が必ず求められる。